# Христо Ботев (стадион, Пловдив)
Вижте пояснителната страница за други значения на Стадион „Христо Ботев“.
Стадион „Христо Ботев“, наричан често „Колежа“, е вторият по големина стадион в Пловдив с настоящ капацитет 18 777 седящи места. Намира се в квартал Каменица.
Изграден е в периода 1959 – 1961 на мястото на бившето парк-игрище „Св. Августин“ (1923), което е било собственост на Католическия колеж (1884 – 1948) в града. Поради тази причина съоръжението е популярно и с името „Колежа“.
Официално е открит на 14 май 1961 г. и първоначално е разполагал с 20 777 седящи места по проект на арх. Антон Каравелов. 
Рекордна посещаемост – 40 000 зрители на 27 февруари 1963 г., мач от турнира за Купата на националните купи Ботев Пловдив – Атлетико Мадрид (Испания).

## Кратка история
Оригиналното спортно съоръжение е построено със средства на колежа „Свети Августин“, откъдето произлизат и голяма част от първите състезатели на пловдивските клубове „Ботев“ и „Левски“. Първоначално директорът Прива Белар (1875 – 1961) харесал терен в съседство на бирената фабрика на Фрик и Сулцер, но поради последвали улични регулации мястото било развалено и се закупил близък парцел. През 1922 г. за първи път бил издаден нотариален акт за спортен обект в град Пловдив. Похарчени били половин милион лева тогавашни пари за строителство и облагородяване на околността, което продължило над две години. Официалното откриване станало на 31 май 1925 г., Ден на Свети Ерм, духовният покровител на Пловдив.
Дружеството на Ботев Пловдив влиза във владение на стадиона през 1959 година. През същата година се започва строеж на напълно ново съоръжение с лекоатлетическа писта и овални трибуни за 35 000 зрители. Изграждат се официална ложа с козирка и съблекални, открит плувен басейн, баскетболно и волейболно игрище, кортове за тенис и административна сграда. Първите строителни работи на старото игрище в квартал Каменица започват на 21 юли 1959 г. по проекта на арх. Антон Каравелов. Новият садион е открит на 14 май 1961 г. с приятелски мач между „Ботев“ и румънския ЧЧА „Стяуа“, завършил с победа 3:0 за домакините.
На 26 март 2012 г. е започната мащабна реконструкция на стадиона по идеен проект на архитект Георги Савов и с подкрепата на банкера Цветан Василев. Според първите разчети строителството трябвало да бъде завършено за малко над 20 милиона лева и новият стадион да е готов за експлоатация в края на 2014 година.
Плановете за поетапна реконструкция обаче били отхвърлени и през 2014 година съоръжението имало изградени единствено една трибуна („Изток“) и един сектор („Южен“), и един сектор („Север“) частично построен. През същата година строителството се замразява поради липса на финансиране. 